# Grand Hotel Europa
O Grand Hotel Europa (em russo: Гранд Отель Европа) conhecido como Hotel Evropeiskaya durante o período soviético compete com o Corinthia Hotel São Petersburgo e Hotel Astória pelo título de o mais luxuoso hotel cinco estrelas em São Petersburgo, na Rússia.
Um dos grandes hotéis da Europa no século XIX, o Grand Hotel Europa abriu suas portas para o público em 28 de janeiro de 1875, substituindo uma pousada anterior situada no mesmo local.. Os seus interiores de mármore e cor dourado, varandas arrebatadoras e mobiliário elegante atraíram multidões de visitantes acomodados, incluindo Ivan Turgueniev, Piotr Ilitch Tchaikovsky, Claude Debussy, H. G. Wells, Ígor Stravinski, Gustavo V da Suécia, Elton John e Jacques Chirac.
Na década de 1910, o hotel foi remodelado em estilo Art Nouveau com desenhos de Fyodor Lidval e Leon Benois. A última grande reforma foi realizada entre 1989 e 1991.
O hotel foi apresentado no filme de James Bond, GoldenEye, em 1995. No entanto, nenhuma imagem do filme foi filmada no hotel, o exterior utilizado foi efetivamente o Langham Hotel, em Londres, enquanto os interiores foram conjuntos.
O hotel foi renomeado o Belmond Grand Hotel Europa em 2014, quando a sua empresa-mãe, Orient Express Hotels, foi renomeada Belmond Ltd.